# Taparura
Taparura est un projet urbain situé à l'est de Sfax en Tunisie. Son nom provient du terme éponyme pour désigner Sfax à l'époque antique. Il vise à transformer une zone de 420 hectares située sur la côte, affectée par des rejets industriels (phosphogypse et métaux lourds), en un quartier urbain et touristique. Sur les 420 hectares, 260 devraient être gagnés sur la mer Méditerranée.
Le projet Taparura est pour la première fois imaginé en 1985, alors que les premiers travaux pour sa réalisation commencent en 2006. Ces premiers travaux consistent en des travaux de dépollutions et de remblaiements, la côte de Sfax étant affectée par les rejets de l'industrie du phosphate.
Taparura devrait intégrer un parc urbain, une plage de trois kilomètres, ainsi que des zones résidentielles, commerciales et tertiaires.